# ألفرد بلو
ألفرد بلو (بالإنجليزية: Alfred Blue)‏ هو لاعب كرة قدم أمريكية أمريكي، ولد في 27 أبريل 1991 في Marrero, Louisiana ‏ في الولايات المتحدة.

## وصلات خارجية
- ألفرد بلو على موقع مرجع كرة القدم المحترفة.كوم (الإنجليزية)
- ألفرد بلو على موقع كلية كرة القدم في سبورتس رفرنس.كوم (الإنجليزية)